# Claudia Rossi
Pour l’article homonyme, voir Claudia Rossi pour la navigatrice italienne.
Claudia Rossi, née le 13 avril 1983 à Myjava en Slovaquie, est une actrice pornographique slovaque.

## Biographie
Claudia Rossi a commencé sa carrière en 2003 aux États-Unis, et tourné dans près de 200 films X. Depuis cette date, elle fut nommée à plusieurs reprises aux AVN Awards de Las Vegas, et notamment en 2007 (Meilleure actrice X de l'année). C'est l'une des égéries du groupe Private Media Group.
Claudia Rossi fait partie du casting du film Casino - No Limit (production Dorcel), le plus gros budget du X français à ce jour (210 000 €). Elle a une scène en tenue militaire. C'est à l'occasion de ce tournage que Claudia Rossi fut suivie et interviewée par une équipe d'Arte dans le cadre du documentaire À quoi rêvent les filles de l'Est ? (diffusé le 27 mai 2008 dans le cadre d'une soirée Thema). Elle se retire de l'industrie en 2011.

## Récompenses
- 2007 : AVN Award nomination for Female Foreign Performer of the Year
- 2009 : AVN Award nomination for Female Foreign Performer of the Year[1]

## Filmographie sélective
- 2008 : Casino - No Limit
- 2007 : Mondo Rossi: High Class Ass
- 2007 : My Scary Movix
- 2007 : Private Black Label 51, 54, 55
- 2006 : Anal Renaissance
- 2006 : Ass Candy
- 2006 : Asstravaganza 2
- 2006 : D.P. First Timers 2
- 2006 : Glamour
- 2006 : Hot Cherry Pies 3
- 2006 : La Veuve
- 2005 : White Girls Suck and Swallow 2
- 2005 : 2 Sex 3 Angels
- 2005 : Anchorman Jam
- 2005 : Apprentass 3
- 2005 : Ass Trique
- 2005 : Gangland 55